# Argentyna na Mistrzostwach Świata w Lekkoatletyce 2015
Argentyna na Mistrzostwach Świata w Lekkoatletyce 2015 – reprezentacja Argentyny podczas Mistrzostw Świata w Pekinie liczyła 6 zawodników.

## Występy reprezentantów Argentyny

### Mężczyźni

#### Konkurencje biegowe
| Konkurencja   | Zawodnik         | Runda 1  | Runda 1 | Półfinał | Półfinał | Finał    | Finał   |
| Konkurencja   | Zawodnik         | Rezultat | Pozycja | Rezultat | Pozycja  | Rezultat | Pozycja |
| ------------- | ---------------- | -------- | ------- | -------- | -------- | -------- | ------- |
| Chód na 20 km | Juan Manuel Cano | —        | —       | —        | —        | 1:27,10  | 43.     |

#### Konkurencje techniczne
| Konkurencja    | Zawodnik            | Eliminacje   | Eliminacje | Finał    | Finał   |
| Konkurencja    | Zawodnik            | Rezultat     | Pozycja    | Rezultat | Pozycja |
| -------------- | ------------------- | ------------ | ---------- | -------- | ------- |
| Skok o tyczce  | Germán Chiaraviglio | 5,70 m       | 13. Q      | 5,65 m   | 9.      |
| Pchnięcie kulą | Germán Lauro        | 20,64 m      | 4. q       | 19,70 m  | 9.      |
| Rzut oszczepem | Braian Toledo       | 83,32 m (NR) | 6. Q       | 80,27 m  | 10.     |

### Kobiety

#### Konkurencje techniczne
| Konkurencja  | Zawodniczka       | Eliminacje | Eliminacje | Finał    | Finał   |
| Konkurencja  | Zawodniczka       | Rezultat   | Pozycja    | Rezultat | Pozycja |
| ------------ | ----------------- | ---------- | ---------- | -------- | ------- |
| Rzut dyskiem | Rocío Comba       | 56,11 m    | 28.        | NQ       | NQ      |
| Rzut młotem  | Jennifer Dahlgren | 67,68 m    | 21.        | NQ       | NQ      |